# Rexingen (Horb)
Rexingen ist ein Ortsteil der Stadt Horb am Neckar im Landkreis Freudenstadt in Baden-Württemberg.

## Geographie

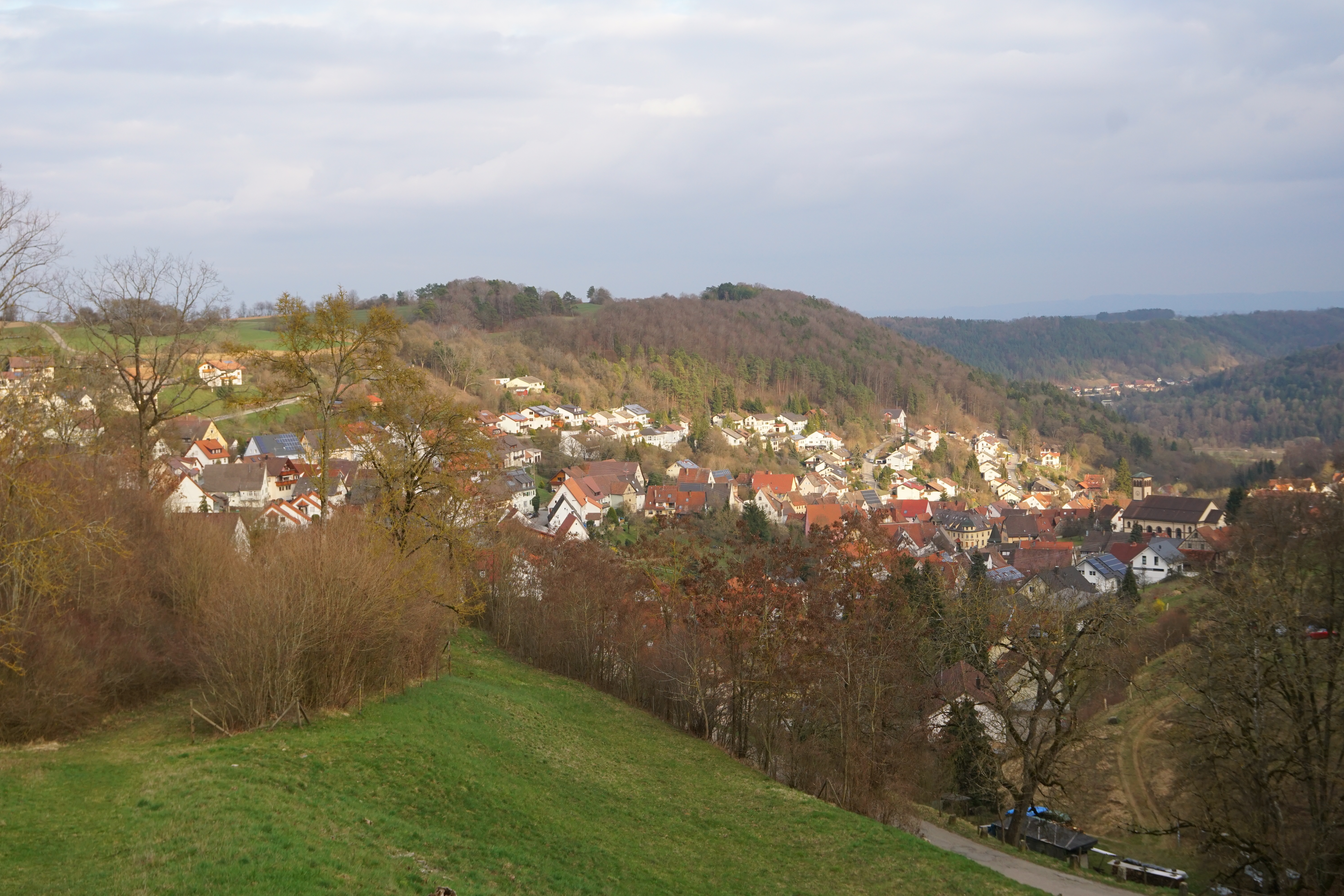
Blick in Richtung Neckartal

Rexingen liegt etwa 60 Kilometer südwestlich von Stuttgart. Es ist eingebettet in einem Seitental des Neckars. Der Ortsteil der Stadt Horb am Neckar in Baden-Württemberg hat (Stand 2011) 1255 Einwohner und eine Fläche von rund 7,16 km².

## Wirtschaft und Infrastruktur

### Verkehr
Rexingen hat Anschluss an die Bundesstraßen 14 und 28a. Die nächstgelegenen größeren Ortschaften sind Horb, Sulz am Neckar, Nagold und Freudenstadt. Das Dorf ist an das Busnetz der Verkehrs-Gemeinschaft Landkreis Freudenstadt (VGF) gebunden und hat direkte Busverbindungen in Richtung Horb, Freudenstadt und Waldachtal.
Die nächstgelegenen Bahnstationen sind in Horb und Bittelbronn. Früher gab es den Haltepunkt Altheim/Rexingen der Bahnstrecke Eutingen im Gäu–Freudenstadt, der aber nicht mehr bedient wird.
Der nächstgelegene Nachbarort Ihlingen liegt etwa einen Kilometer südöstlich von Rexingen.

### Medien
Als lokale Tageszeitungen sind in Rexingen der Schwarzwälder Bote aus Oberndorf und die Südwest-Presse aus Ulm vertreten. Außerdem erscheint einmal wöchentlich das Mitteilungsblatt der Stadtteile Rexingen und Ihlingen.

## Geschichte

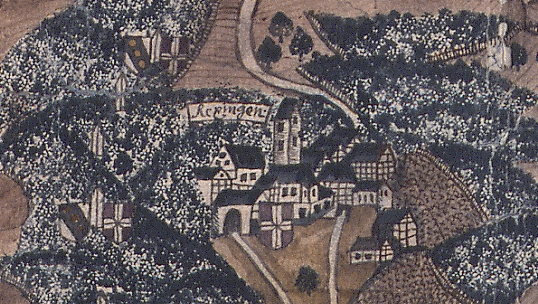
Rexingen (Ansicht um 1605)

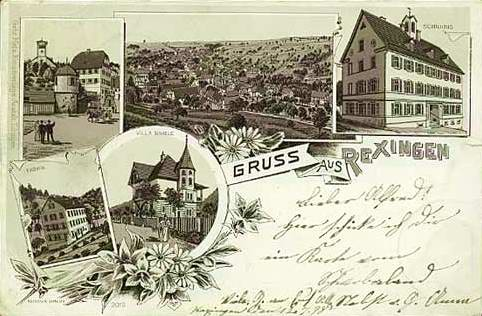
Ansichtskarte aus Rexingen von 1898

Der Name des Ortes entwickelte sich von dem Personennamen „Raciso“' über „Raggesingen“ zu „Rexingen“.
Der Johanniter- / Malteserorden gründete um 1275 in Rexingen eine Kommende. Die Kommende Rexingen gehörte bis 1806 zum katholischen Großpriorat Deutschland des Johanniter-/Malteserordens, mit Sitz in Heitersheim. Nach 1806 wurde aus Rexingen ein Schlossgut des Königs von Württemberg.
Auf dem Wappen ist das Malteserkreuz zu sehen. Früher war es das Kreuz des Johanniter-/Malteserordens. Damals diente das heutige Wappen als Stempelbild des Ordens. Als Wappen wird es seit etwa 1934 genutzt.

### Jüdische Gemeinde
Seit dem Dreißigjährigen Krieg gab es 300 Jahre lang in der Stadt eine jüdische Gemeinde, die zunächst unter dem Schutz der Johanniter/Malteser stand und zeitweilig die Hälfte der Bevölkerung ausmachte. 1932 war die jüdische Einwohnerschaft Rexingens auf wenige Hundert zusammengeschrumpft. Von ihnen wurde ein Drittel Opfer der Vernichtungslager, zehn Familien und mehreren unverheirateten jungen Männern (am 6. Februar 1938 in der Rexinger Synagoge verabschiedet) gelang 1938/39 die Auswanderung, vor allem nach Palästina und den Vereinigten Staaten. Rexinger Juden gründeten den Moschaw Schawei Zion.
Die ehemalige Rexinger Synagoge überstand die Zeit des Nationalsozialismus und ist heute eine Gedenkstätte und zugleich evangelische Kirche. Der jüdische Friedhof ist ebenfalls ein Denkmal.

### Eingemeindung
Am 1. Juli 1971 wurde Rexingen in die Stadt Horb am Neckar eingegliedert.

## Kultur und Sehenswürdigkeiten

### Synagoge

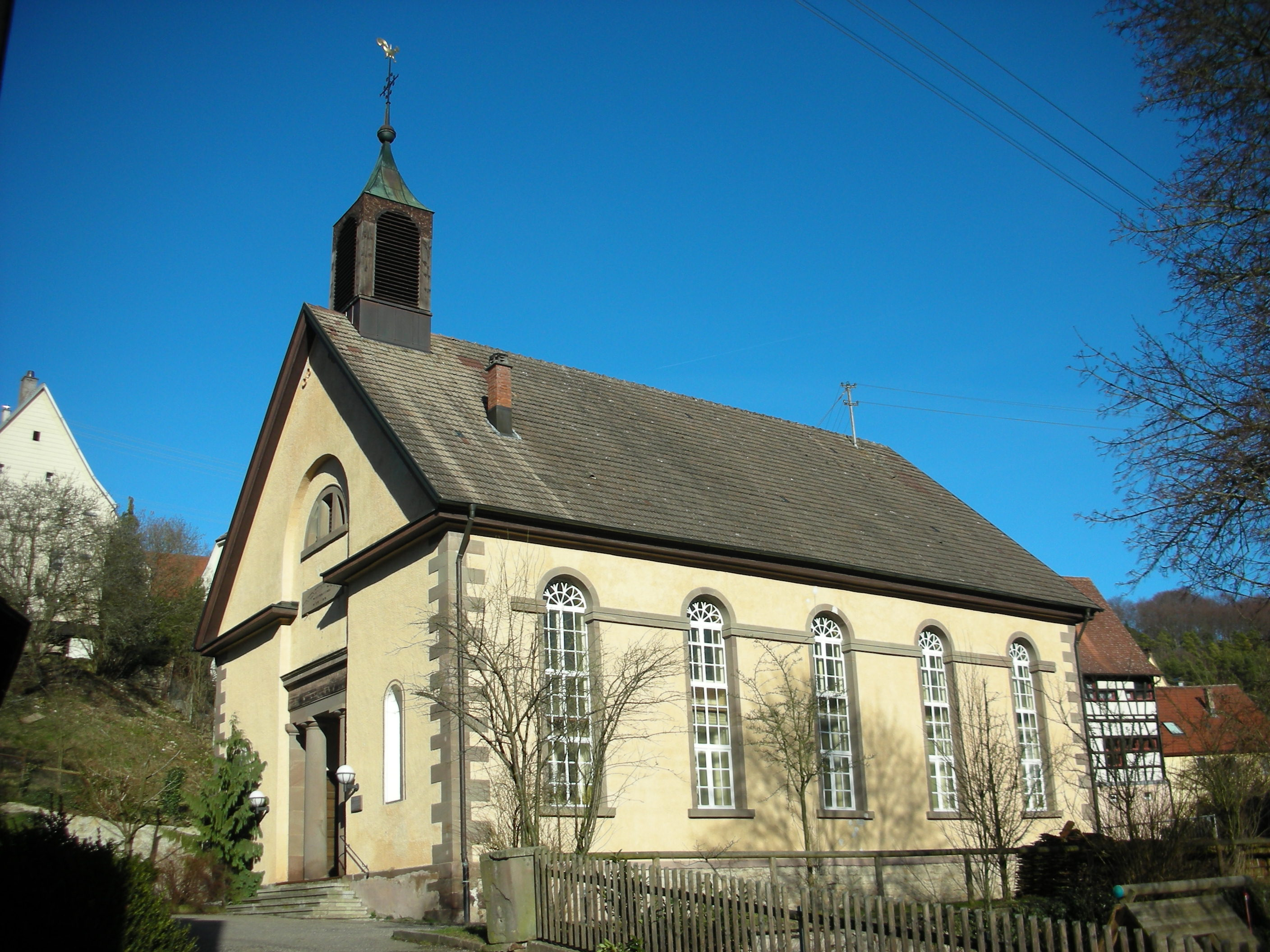
Die Synagoge

Die erste Synagoge in Rexingen wurde 1712 erbaut. Die heutige Synagoge wurde 1837 errichtet. In der Pogromnacht des 9. zum 10. November 1938 wurde sie von NS-Anhängern in Brand gesetzt. Das Gebäude konnte zwar von der Feuerwehr gerettet werden, aber das Gotteshaus war im Innern völlig ausgebrannt.
In den darauffolgenden Kriegsjahren diente die Synagoge als Lagerraum der Waffenfabrik Mauser. Heute ist sie auch unter dem Namen „evangelische Kirche“ bekannt und wird als solche genutzt. Ein Gedenkraum im Kircheninneren informiert über diese Geschichte.

### Jüdischer Friedhof

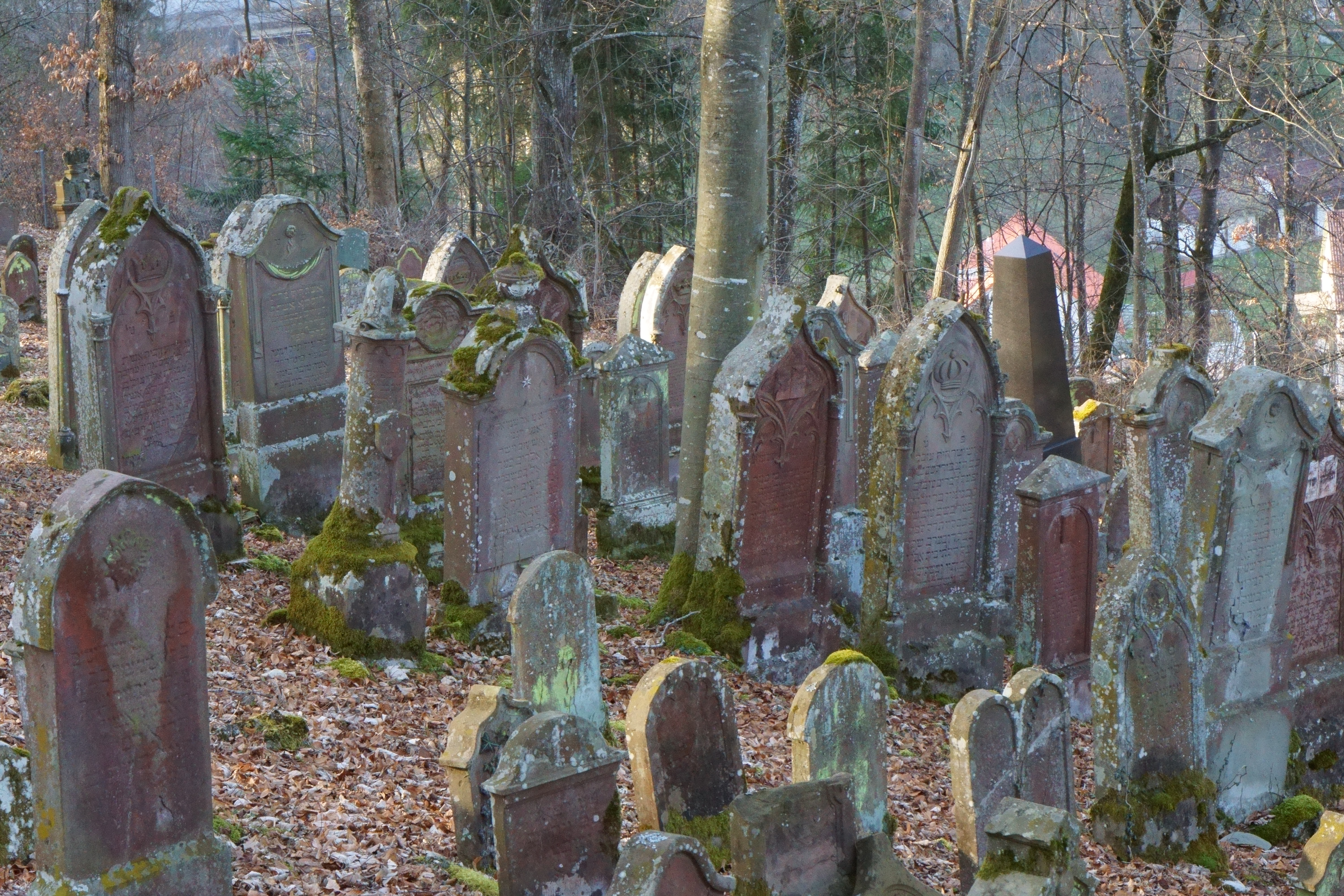
Grabsteine des Rexinger Judenfriedhofes

Der jüdische Friedhof Rexingen repräsentiert fast 300 Jahre Geschichte einer ehemaligen jüdischen Gemeinde. 931 Grabsteine aus der Zeit von 1765 bis 1942 (letzte Beisetzung im israelitischen Ritus) erzählen von der Blütezeit jüdischer Kultur in Württemberg. Der Friedhof wurde 1760 angelegt und bis 1914 erweitert. Nach dem Zweiten Weltkrieg wurde er renoviert und wird seither regelmäßig gepflegt. Seit 1947 erinnert ein Gedenkstein an mindestens 70 jüdische Opfer der Shoa aus Rexingen.
Ein Großteil derer, die rechtzeitig auswandern konnten, siedelten sich im israelischen Schawei Zion an. Dort erinnert seit 1968 eine Gedenkhalle an die ermordeten Rexinger Juden.

### Denkmal

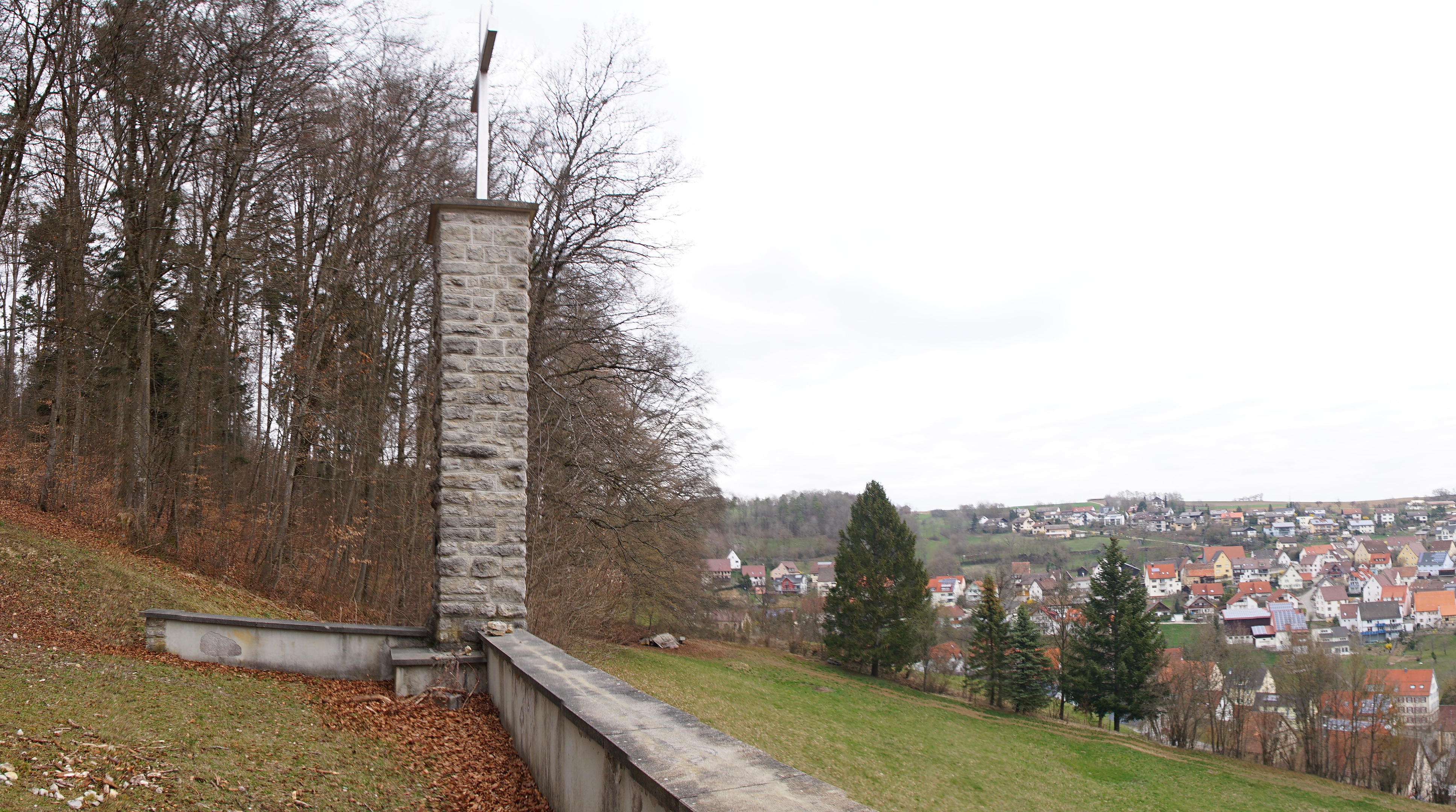
Denkmal in Rexingen

Das Denkmal wurde 1933 gebaut und 1937 eingeweiht. Es erinnerte an die Machtergreifung der Nationalsozialisten in Form eines Hakenkreuzes. Kurz vor Kriegsende (1945) stürzte man das Hakenkreuz und brach die Steintafeln mit nationalsozialistischen Symbolen heraus. 1952 wurde ein christliches Kreuz von der Ortschaft Rexingen auf den Pfeiler gesetzt und die Lücken der herausgerissenen Steintafeln mit Zementflächen geschlossen. 2003 renovierten Freiwillige das Denkmal erneut.

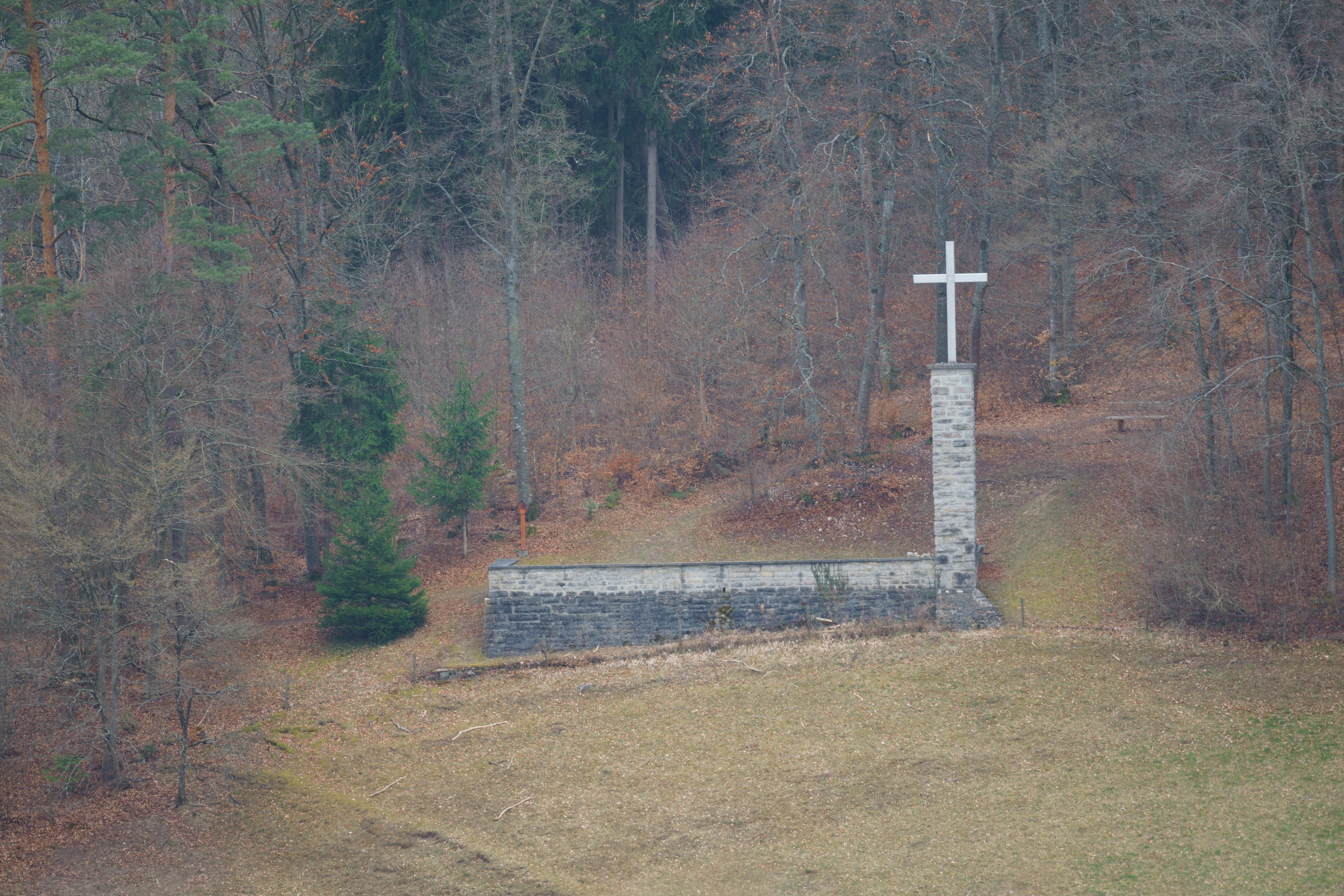
Blick auf das Denkmal

## Persönlichkeiten
- Isidor Hirschfelder (1878–1941), Arzt
- Josef Zürndorfer (1888–1915), Jagdflieger
- Hermann Kinkele (1892–1956), Bürgermeister, Katholik und Pazifist
- Herbert Fröhlich (1905–1991), engl. Physiker deutscher Herkunft